# Tuscania Volley 2018-2019
Questa voce raccoglie le informazioni riguardanti la Tuscania Volley nelle competizioni ufficiali della stagione 2018-2019.

## Risultati

### Serie A2

#### Regular season

##### Girone di andata
| 1ª giornata - 14 ottobre 2018 PalaMalè, Viterbo                     | Tuscania        | 0 - 3 | Club Italia      | 15-25, 22-25, 23-25               |
| 2ª giornata - 20 ottobre 2018 PalaPrata, Prata di Pordenone         | Prata           | 3 - 1 | Tuscania         | 28-26, 25-18, 18-25, 25-22        |
| 3ª giornata - 28 ottobre 2018 PalaMalè, Viterbo                     | Tuscania        | 2 - 3 | Materdomini      | 25-27, 24-26, 25-21, 25-23, 11-15 |
| 4ª giornata - 1º novembre 2018 Palasport Comunale, Ortona           | Impavida Ortona | 2 - 3 | Tuscania         | 25-18, 25-15, 20-25, 20-25, 13-15 |
| 5ª giornata - 4 novembre 2018 PalaMalè, Viterbo                     | Tuscania        | 0 - 3 | Libertas Brianza | 23-25, 22-25, 22-25               |
| 6ª giornata - 9 novembre 2018 Palazzetto dello sport, Bergamo       | Olimpia Bergamo | 3 - 1 | Tuscania         | 25-15, 25-19, 23-25, 25-15        |
| 7ª giornata - 18 novembre 2018 PalaMalè, Viterbo                    | Tuscania        | 0 - 3 | You Energy       | 24-26, 20-25, 17-25               |
| 8ª giornata - 25 novembre 2018 PalaMalè, Viterbo                    | Tuscania        | 3 - 1 | Pag Taviano      | 24-26, 25-21, 25-18, 25-20        |
| 9ª giornata - 2 dicembre 2018 Palazzetto Pozzoni, Cisano Bergamasco | Cisano          | 3 - 0 | Tuscania         | 25-21, 25-23, 25-21               |
| 10ª giornata - 8 dicembre 2018 PalaMalè, Viterbo                    | Tuscania        | 0 - 3 | New Real Gioia   | 16-25, 23-25, 21-25               |
| 11ª giornata - 16 dicembre 2018 PalaCatania, Catania                | Volley Catania  | 3 - 1 | Tuscania         | 19-25, 25-20, 25-21, 25-18        |
| 12ª giornata - 23 dicembre 2018 PalaCastagnaretta, Cuneo            | Cuneo           | 3 - 0 | Tuscania         | 25-21, 25-18, 27-25               |
| 13ª giornata - 26 dicembre 2018 PalaMalè, Viterbo                   | Tuscania        | 0 - 3 | M&G              | 22-25, 22-25, 14-25               |

##### Girone di ritorno
| 1ª giornata - 29 dicembre 2018 Palazzetto Aeronautica Militare, Bracciano | Club Italia      | 3 - 1 | Tuscania        | 29-27, 25-21, 26-28, 26-24        |
| 2ª giornata - 6 gennaio 2019 PalaMalè, Viterbo                            | Tuscania         | 2 - 3 | Prata           | 19-25, 25-17, 25-19, 13-25, 13-15 |
| 3ª giornata - 13 gennaio 2019 PalaGrotte, Castellana Grotte               | Materdomini      | 3 - 0 | Tuscania        | 25-21, 25-20, 25-21               |
| 4ª giornata - 20 gennaio 2019 PalaMalè, Viterbo                           | Tuscania         | 1 - 3 | Impavida Ortona | 25-21, 21-25, 20-25, 21-25        |
| 5ª giornata - 27 gennaio 2019 PalaParini, Cantù                           | Libertas Brianza | 3 - 0 | Tuscania        | 25-19, 25-21, 25-18               |
| 6ª giornata - 3 febbraio 2019 PalaMalè, Viterbo                           | Tuscania         | 3 - 0 | Olimpia Bergamo | 25-18, 25-22, 25-18               |
| 7ª giornata - 17 febbraio 2019 PalaBanca, Piacenza                        | You Energy       | 3 - 0 | Tuscania        | 25-21, 25-21, 25-20               |
| 8ª giornata - 24 febbraio 2019 PalaIngrosso, Taviano                      | Pag Taviano      | 3 - 1 | Tuscania        | 19-25, 25-23, 25-20, 25-19        |
| 9ª giornata - 3 marzo 2019 PalaMalè, Viterbo                              | Tuscania         | 3 - 2 | Cisano          | 23-25, 27-29, 25-16, 25-23, 15-11 |
| 10ª giornata - 10 marzo 2019 PalaCapurso, Gioia del Colle                 | New Real Gioia   | 3 - 1 | Tuscania        | 25-19, 25-22, 21-25, 25-19        |
| 11ª giornata - 17 marzo 2019 PalaMalè, Viterbo                            | Tuscania         | 2 - 3 | Volley Catania  | 23-25, 18-25, 25-15, 25-23, 13-15 |
| 12ª giornata - 23 marzo 2019 PalaMalè, Viterbo                            | Tuscania         | 2 - 3 | Cuneo           | 25-19, 25-21, 22-25, 19-25, 13-15 |
| 13ª giornata - 31 marzo 2019 Palasport Grottazzolina, Grottazzolina       | M&G              | 3 - 1 | Tuscania        | 25-17, 22-25, 25-22, 25-15        |

## Statistiche

### Statistiche di squadra
| Competizione | Punti | In casa | In casa | In casa | In trasferta | In trasferta | In trasferta | Totale | Totale | Totale |
| Competizione | Punti | G       | V       | P       | G            | V            | P            | G      | V      | P      |
| ------------ | ----- | ------- | ------- | ------- | ------------ | ------------ | ------------ | ------ | ------ | ------ |
| Serie A2     | 14    | 13      | 3       | 10      | 13           | 1            | 12           | 26     | 4      | 22     |
| Totale       | -     | 13      | 3       | 10      | 13           | 1            | 12           | 26     | 4      | 22     |

G = partite giocate; V = partite vinte; P = partite perse